# Драђешти (Дамиенешти)
Драђешти (рум. Drăgești) насеље је у Румунији у округу Бакау у општини Дамиенешти. Oпштина се налази на надморској висини од 181 m.

## Становништво
Према подацима из 2002. године у насељу је живело 336 становника, од којих су сви румунске националности.